# Diamond Lights
Diamond Lights es un EP de heavy metal banda de Diamond Head y fue lanzado en 1981. Fue un doble a un lado con Diamond Lights y We Won't Be Back en el lado A, y el lado B I Don't Got con It's Electric (remix), hasta en la versión relanzada de Diamond Head debut de 1980 Lightning to the Nations.

## Lista de canciones
Todas las canciones fueron escritas por Brian Tatler y Sean Harris

Todas las canciones escritas y compuestas por Sean Harris and Brian Tatler. 
| N.º | Título                  | Duración |  |
| 1.  | «Diamond Lights»        | 3:31     |  |
| 2.  | «We Won't Be Back»      | 4:18     |  |
| 3.  | «I Don't Got»           | 4:25     |  |
| 4.  | «It's Electric (Remix)» | 3:36     |  |

## Alineación
- Sean Harris - voz
- Brian Tatler - guitarra
- Kimberley Colin - bajo
- Duncan Scott - batería

- Datos: Q28479659